# Fey
Fey, nome artístico de María Fernanda Blásquez Gil (Cidade do México, 21 de julho de 1973) ,é uma cantora mexicana. Fey lançou seu primeiro álbum, intitulado Fey, em 1995, no México. Em apenas alguns meses após o lançamento do álbum, Fey tinha marcado vários "hits" no México e tinha alcançado primeiro lugar com Media naranja, Gatos en balcón, Me enamoro de ti e La noche se mueve. 

## Biografia
Fey também fez uma turnê imensa no México, incluindo concertos consecutivos no Teatro Metropolitano, um de auditórios do México e toda América Latina, e suas vendas alcançaram o ouro no fim do ano. Em 1996 Fey lançou Tierna la Noche. Seu álbum Amargo de Azúcar ficou na Billboard por mais de 30 semanas. Ela também impôs um período de moda no México e na América Latina. Tudo, de "shampoo" a agendas foram endossados pelo artista, tornando-se em um golpe repentino. Sua turnê, Tierna la noche, foi também muito bem sucedida. Com esta turnê, Fey provou que a Feymania estava aqui para ficar, enchendo o que é considerado o maior auditório da América Latina, o Auditorio Nacional do  México, com mais de 10.000 pessoas. A turnê completa consistiu em mais de 40 apresentações no México, nos EUA e na América Latina, assim como algumas apresentações na Europa.

## Discografia

### Álbuns de estudio
| Álbum | Posição | Posição   | Posição   | Vendagem                                                     |
| Álbum | México  | Hot Latin | Latin Pop | Vendagem                                                     |
| --- | ------- | --------- | --------- | ------------------------------------------------------------ |
| Fey - À venda em: 27 de Junho, 1995 - Gravadora: Sony Discos - Vendas Mundiais: 1.200.000                      | 1       | –         | –         | 14 discos de ouro, 2 de platina                              |
| Tierna La Noche - À venda em: 5 de Novembro, 1996 - Gravadora: Sony Discos - Vendas Mundiais: 3.300.000        | 1       | 10        | 6         | 26 discos de ouro, 10 discos de platina, 1 disco de diamante |
| El Color de los Sueños - À venda em: 3 de Novembro, 1998 - Gravadora: Sony Discos - Vendas Mundiais: 1.400.000 | 1       | 16        | 9         | 1 disco de platina                                           |
| Vértigo - À venda em: 21 de Maio, 2002 - Gravadora: Sony Discos Vendas: 150,000 (Mexico)                       | 5       | –         | –         | 1 disco de ouro, 1 disco de platina                          |
| La Fuerza Del Destino - À venda em: 14 de Dezembro, 2004 - Gravadora: EMI - Vendas Mundiais: 550.000           | 1       | 41        | 8         | 2 discos de platina, 2 discos de ouro                        |
| Faltan Lunas - À venda em: 1º de Agosto, 2006 - Gravadora: EMI - Vendas Mundiais: 100.000 +                    | 10      | –         | –         | 1 disco de platina                                           |

### Singles
| Ano  | Single                         | Posição | Posição | Posição | Posição | Álbum                  |
| Ano  | Single                         | MEX     | HLT     | LPA     | LTA     | Álbum                  |
| ---- | ------------------------------ | ------- | ------- | ------- | ------- | ---------------------- |
| 1995 | Media Naranja                  | 1       | –       | –       | –       | Fey                    |
| 1995 | Me Enamoro de Ti               | 1       | –       | –       | –       | Fey                    |
| 1995 | Gatos en El Balcon             | 8       | –       | –       | –       | Fey                    |
| 1996 | La Noche Se Mueve              | 7       | –       | –       | –       | Fey                    |
| 1996 | Fiebre De Sábado               | 10      | –       | –       | –       | Fey                    |
| 1996 | Azucar Amargo                  | 1       | 8       | 1       | –       | Tierna La Noche        |
| 1996 | Muevelo                        | 1       | 9       | 3       | –       | Tierna La Noche        |
| 1996 | Te Pertenezco                  | 1       | –       | –       | –       | Tierna La Noche        |
| 1996 | Subidon                        | 1       | 20      | 7       | –       | Tierna La Noche        |
| 1997 | Bajo El Arco-íris              | 5       | –       | –       | –       | Tierna La Noche        |
| 1997 | Popocatepetl                   | 1       | –       | –       | –       | Tierna La Noche        |
| 1997 | Las Lagrimas de mi Almohada    | 4       | 13      | 7       | 13      | Tierna La Noche        |
| 1998 | Desmargaritando El Corazón     | 8       | –       | –       | –       | Tierna La Noche        |
| 1998 | Ni Tú Ni Nadie                 | 1       | 22      | 10      | –       | El Color de los Sueños |
| 1998 | Cielo Líquido                  | 7       | –       | –       | –       | El Color de los Sueños |
| 1998 | Díselo Con Flores              | 1       | –       | –       | –       | El Color de los Sueños |
| 1998 | Él                             | 8       | –       | –       | –       | El Color de los Sueños |
| 1999 | Canela                         | 2       | –       | 22      | –       | El Color de los Sueños |
| 1999 | No Tengo Novio                 | 10      | –       | –       | –       | El Color de los Sueños |
| 2002 | Sé Lo Que Vendra               | 1       | –       | –       | –       | Vértigo                |
| 2002 | The Other Side                 | 1       | –       | –       | –       | Vértigo                |
| 2002 | Noche Ideal - Dressing To Kill | 67      | –       | –       | –       | Vértigo                |
| 2002 | Loca Por Amarte                | 196     | –       | –       | –       | Vértigo                |
| 2004 | La Fuerza Del Destino          | 1       | –       | 29      | –       | La Fuerza Del Destino  |
| 2005 | Barco A Venus                  | 3       | –       | –       | –       | La Fuerza Del Destino  |
| 2005 | Me Cuesta Tanto Olvidarte      | 13      | –       | –       | –       | La Fuerza Del Destino  |
| 2006 | Y Aquí Estoy                   | 10      | –       | –       | –       | Faltan Lunas           |